# 烏奈·西蒙
烏奈·西蒙·门迪维尔（西班牙語：Unai Simón Mendibil；1997年6月11日—），西班牙足球運動員，現效力西甲球會毕尔巴鄂，代表西班牙國家足球隊參加國際賽事，司職守門員。

## 俱樂部生涯
西蒙出生於1997年。西蒙於2011年進入毕尔巴鄂青訓營，於2014年開始在畢爾巴鄂二級梯隊巴斯克尼亞足球俱樂部效力，最終於2016年正式加入毕尔巴鄂主隊。 
2018年8月29日，西蒙首次代表球隊完成了自己在西甲的首秀，幫助球隊以2-1的比分贏得了對陣利根尼斯的比賽。同年9月，西蒙分別在對陣皇家馬德里和巴塞隆納的比賽中協助球隊逼平對手。
在上一賽季，西蒙成為球隊的常用首發門將，不但獲得了薩莫拉獎（一個為西甲聯賽中表現出色守門員而設立的獎項）的第三名，更協助球隊打進了國王杯決賽。

## 國家隊生涯
西蒙首次在正式比賽中得到恩里克的徵召，他將參加對陣德國和烏克蘭的兩場歐洲國家聯賽的比賽。對戰克羅埃西亞的比賽沒攔到回傳球，送了一顆烏龍球。
2020年11月10日，在西班牙1-1戰平荷蘭的友誼賽，烏奈·西蒙在本場比賽首次代表西班牙出場。
2024年歐洲國家盃，烏奈·西蒙作為正選門將，為西班牙奪得賽事冠軍。

## 榮譽
畢爾包
- 西班牙國王盃冠軍：2023–24[5]
- 西班牙超級盃冠軍：2021[6]

西班牙 U19
- U-19欧锦赛：2015

西班牙 U21
- U-21欧锦赛冠军：2019年[7]

西班牙 U23
- Summer Olympic silver medal：2020

西班牙
- 歐洲國家盃冠軍：2024[8]
- 歐洲足協國家聯賽冠軍：2022–23;[9] runner-up: 2020–21[10]

個人
- UEFA La Liga Revelation Team of the Year: 2019–20[11]
- La Liga Team of the Season: 2023–24[12]
- La Liga Zamora Trophy: 2023–24

## 外部連結
- 烏奈·西蒙在BDFutbol中的档案
- Soccerway資料庫：烏奈·西蒙